# Hannah Auchentaller
Hannah Auchentaller (Innichen, 28 maart 2001) is een Italiaanse biatlete.

## Carrière
Auchentaller maakte haar wereldbekerdebuut in december 2021 in Östersund. In januari 2023 scoorde de Italiaanse in Antholz haar eerste wereldbekerpunten. Tijdens de wereldkampioenschappen biatlon 2023 in Oberhof eindigde ze als 22e op de 15 kilometer individueel, als 29e op de 12,5 kilometer massastart, als 32e op de 10 kilometer achtervolging en als 33e op de 7,5 kilometer sprint. Samen met Samuela Comola, Dorothea Wierer en Lisa Vittozzi werd ze wereldkampioene op de estafette.

## Resultaten

### Wereldkampioenschappen
| Jaar | Plaats  | Onderdeel   | Onderdeel | Onderdeel     | Onderdeel  | Onderdeel | Onderdeel          | Onderdeel           | Onderdeel |
| Jaar | Plaats  | Individueel | Sprint    | Achtervolging | Massastart | Estafette | Gemengde estafette | Single- Mixed-Relay |           |
| ---- | ------- | ----------- | --------- | ------------- | ---------- | --------- | ------------------ | ------------------- | --------- |
| 2023 | Oberhof | 22e         | 33e       | 32e           | 29e        | Goud      | –                  | –                   |           |

### Wereldbeker
Eindklasseringen
| Seizoen   | Algemeen | Individueel | Sprint | Achtervolging | Massastart |
| --------- | -------- | ----------- | ------ | ------------- | ---------- |
| 2022/2023 | –        | –           | –      | –             | –          |